# Dakota Trancher Williams
Dakota Trancher Williams, född 24 augusti 1999 i Stockholm, är en svensk skådespelare.
Trancher Williams har bland annat medverkat i TV-serierna Django och Fejk. Han har även medverkat i långfilmen Aniara från 2018.

## Filmografi (i urval)
- 2009 – Familjen Babajou (TV-serie)
- 2016 – Springfloden (TV-serie)
- 2017–2018 – Bonusfamiljen (TV-serie)
- 2017 – Playground (TV-serie)
- 2018 – Aniara
- 2023 – Fejk (TV-serie)
- 2023 – Django (TV-serie)